# 소울지기
正歌앙상블 소울지기는 대한민국의 음악 그룹이다. 2014년 EP 《Souljigi》로 데뷔했다.

## 음반
- Souljigi (2014)
- 벚꽃잎 흩날릴제 (2017)
- 정가正歌앙상블 Soul지기 1집 (2018)
- 거문고의 노래 (2020)
- 꽃이었구나 (2020)

## 공연
- 대화 온라인 (2020)
- 고수의 콘서트 - 조선시대 선비와 현대시인의 사랑가 : 시의찬미 - 인천 (2021)

## 수상
- 제8회 21C 한국음악프로젝트 본선 대회 대상 (2014)